# Bata (futbolista)
Agustín Sauto Arana, más conocido como Bata (Baracaldo, Vizcaya, 11 de mayo de 1908-Valle de Trápaga, Vizcaya, 21 de agosto de 1986), fue un futbolista español. Jugaba de atacante y formó parte de la «primera delantera histórica» del Athletic Club junto a Lafuente, Iraragorri, Chirri II y Gorostiza.
Integrante legendario del club bilbaíno, al cual debe sus mayores éxitos y reconocimientos, y del que es su segundo máximo goleador histórico con 210 goles, posee el récord de goles en un partido de Liga al anotar siete goles al Football Club Barcelona el 8 de febrero de 1931, y logró ser el máximo anotador en la tercera edición del campeonato con 27 goles, que supuso entonces ser la mayor marca registrada. Este nuevo tope histórico para una temporada se mantuvo vigente durante una década.
Al término de la temporada 1935-36, previa al estallido de la guerra civil española, era el máximo goleador histórico del campeonato —y único en aquella fecha en superar la centena de goles— hasta que fue superado por Guillermo Gorostiza en 1940.

## Trayectoria
Agustín Sauto fue conocido desde pequeño con el apodo de Bata, ya que de crío no se quitaba nunca la bata confeccionada por su madre para que mantuviera la ropa limpia.
Después de jugar en el Baracaldo Football Club, fue contratado por el Athletic Club en 1929, equipo con el que debutó en la Primera División del recientemente conformado Campeonato Nacional de Liga el 1 de diciembre de 1929 en el partido que le enfrentó al Real Madrid Football Club y que vencieron por 2-1. Con los bilbaínos logró cuatro Ligas, entre ellas la primera de la historia del club, y cuatro Copas de España. Además fue el máximo goleador de la temporada 1930-31 con 27 goles, consiguiendo así el Trofeo Pichichi; esa misma temporada logró el récord de más goles en un mismo partido al marcar siete al Football Club Barcelona en la victoria bilbaína por 12-1.
La temporada 1935-36 fue su última como futbolista en Primera División, ya que al año siguiente se suspendió la Liga como consecuencia de la guerra civil española. 
Disputó un total de 118 partidos en la considerada como máxima categoría española, en la que marcó 105 goles. Una vez finalizada la guerra volvió a jugar con el Baracaldo en la Segunda División, bajo sus denominaciones de Baracaldo-Oriamendi y Baracaldo-Altos Hornos —con un puntual lapso de tres partidos en el Club Atlético Osasuna—, hasta la temporada 1943-44. Esta la comenzó como jugador-entrenador hasta la llegada al cargo de José María Peña en la jornada 12.

### Selección nacional
Fue internacional con la selección española en una ocasión, concretamente en el partido ante Italia disputado en Bilbao, el 19 de abril de 1931, finalizado con empate a cero.

## Estadísticas

### Clubes
Datos actualizados a final de carrera.
En su etapa formativa jugó en el Unión Sport San Vicente de Baracaldo, la temporada 1924-25, antes de ingresar en las filas del Baracaldo Football Club. En la temporada 1941-42 fue cedido al Club Atlético Osasuna para disputar el Campeonato de España de Copa 1942 debido a las buenas relaciones entre ambos clubes, en una práctica de cesión de jugadores muy habitual en la época para la disputa del mencionado campeonato.
| Club | Temporada             | Div.                  | Liga (1)    | Liga (1)    | Copas (2) | Copas (2) | Regional (3) | Regional (3) | Total (4) | Total (4) | Media goleadora |
| Club | Temporada             | Div.                  | Part.       | Goles       | Part.     | Goles     | Part.        | Goles        | Part.     | Goles     | Media goleadora |
| --- | --------------------- | --------------------- | ----------- | ----------- | --------- | --------- | ------------ | ------------ | --------- | --------- | --------------- |
| Baracaldo F. C. | 1925-26               | 2.ª C.                | Inexistente | Inexistente | —         | —         | ?            | ?            | 0+        | 0+        | ?               |
| Baracaldo F. C. | 1926-27               | 2.ª C.                | Inexistente | Inexistente | —         | —         | 10           | 7            | 10        | 7         | 0.7             |
| Baracaldo F. C. | 1927-28               | 2.ª C.                | Inexistente | Inexistente | —         | —         | 7            | 4            | 7         | 4         | 0.57            |
| Baracaldo F. C. | 1928-29               | 2.ª Grupo B           | 18          | 12          | —         | —         | 6            | 1            | 24        | 13        | 0.54            |
| Athletic Club | 1929-30               | 1.ª                   | 7           | 1           | 5         | 4         | 8            | 7            | 20        | 12        | 0.60            |
| Athletic Club | 1930-31               | 1.ª                   | 17          | 27          | 7         | 10        | 1            | 1            | 25        | 38        | 1.52            |
| Athletic Club | 1931-32               | 1.ª                   | 18          | 13          | 6         | 6         | 8            | 11           | 32        | 30        | 0.94            |
| Athletic Club | 1932-33               | 1.ª                   | 18          | 15          | 9         | 8         | 8            | 15           | 35        | 38        | 1.09            |
| Athletic Club | 1933-34               | 1.ª                   | 17          | 12          | 6         | 7         | 7            | 15           | 30        | 34        | 1.13            |
| Athletic Club | 1934-35               | 1.ª                   | 21          | 16          | 1         | —         | 12           | 12           | 34        | 28        | 0.82            |
| Athletic Club | 1935-36               | 1.ª                   | 20          | 22          | 4         | 2         | 8            | 6            | 32        | 30        | 0.94            |
| Athletic Club | Total Athletic Club   | Total Athletic Club   | 118         | 106         | 38        | 37        | 52           | 67           | 208       | 210       | 1.01            |
| C. D. Baracaldo-Oriamendi | 1938-39               | 2.ª                   | —           | —           | 6         | 5         | 8            | 13           | 14        | 18        | 1.29            |
| C. D. Baracaldo-Oriamendi | 1939-40               | 2.ª                   | 12          | 3           | 2         | —         | 8            | 5            | 22        | 8         | 0.36            |
| C. D. Baracaldo-Oriamendi | 1940-41               | 2.ª                   | 19          | 7           | 6         | 1         | —            | —            | 25        | 8         | 0.32            |
| C. D. Baracaldo-Oriamendi | 1941-42               | 2.ª                   | 11          | 8           | —         | —         | Inexistente  | Inexistente  | 11        | 8         | 0.73            |
| C. A. Osasuna | 1941-42               | 2.ª                   | —           | —           | 3         | 2         | Inexistente  | Inexistente  | 3         | 2         | 0.67            |
| C. D. Baracaldo-Altos Hornos | 1942-43               | 2.ª                   | 9           | 5           | 2         | —         | Inexistente  | Inexistente  | 11        | 5         | 0.45            |
| C. D. Baracaldo-Altos Hornos | 1943-44               | 2.ª                   | 4           | 1           | —         | —         | Inexistente  | Inexistente  | 4         | 1         | 0.25            |
| C. D. Baracaldo-Altos Hornos | Total C. D. Baracaldo | Total C. D. Baracaldo | 73          | 36          | 16        | 6         | 39+          | 30+          | 110+      | 60+       | >0.56<          |
| Total carrera | Total carrera         | Total carrera         | 191         | 182         | 57        | 45        | 91+          | 97+          | 339       | 284       | >0.84<          |
| (1) Resaltados los goles que le proclamaron máximo goleador del campeonato. No existía el Campeonato de Liga (1925-28). Club de 1.ª categoría por la Federación Vizcaína (1925-29). (2) Incluye datos de la Copa de España (1929-44); Play-off de permanencia (1940-41). (3) Incluye datos del Campeonato Regional de Vizcaya (1929-41). (4) No se incluyen datos de partidos amistosos. |                       |                       |             |             |           |           |              |              |           |           |                 |

## Palmarés

### Campeonatos regionales
| Título              | Club          | Año  |
| ------------------- | ------------- | ---- |
| Campeonato Regional | Athletic Club | 1931 |
| Campeonato Regional | Athletic Club | 1932 |
| Campeonato Regional | Athletic Club | 1933 |
| Campeonato Regional | Athletic Club | 1934 |
| Campeonato Regional | Athletic Club | 1935 |

### Campeonatos nacionales
| Título             | Club          | Año  |
| ------------------ | ------------- | ---- |
| Campeonato de Liga | Athletic Club | 1930 |
| Copa               | Athletic Club | 1930 |
| Campeonato de Liga | Athletic Club | 1931 |
| Copa               | Athletic Club | 1931 |
| Copa               | Athletic Club | 1932 |
| Copa               | Athletic Club | 1933 |
| Campeonato de Liga | Athletic Club | 1934 |
| Campeonato de Liga | Athletic Club | 1936 |

### Distinciones individuales
| Distinción                 | Año  |
| -------------------------- | ---- |
| Trofeo Pichichi (27 goles) | 1931 |
| Trofeo Pichichi (13 goles) | 1932 |